# 후다 샤아라위

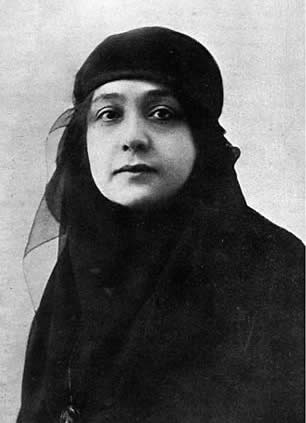

후다 샤아라위(아랍어: هدى شعراوي Hudá Sha‘arāwī[*], 1879년 6월 23일 ~ 1947년 12월 12일)는 이집트 여성주의 운동의 선구자로 이집트 여성주의자 연맹의 설립자이다.
미니아의 부유한 집안에서 이집트 대표자 평의회 초대 의장 무함마드 술탄의 딸로 태어났다. 샤아라위는 어렸을 때부터 청소년기까지를 이집트 상류층의 하렘에 고립되어 지냈다. 13세 때 사촌인 알리 파샤 샤아라위와 결혼했다. 샤아라위는 카이로에서 여성 무슬림들에게 《쿠란》을 읽고 아랍어, 튀르크어를 배우는 교육을 받았다. 샤아라위는 아랍어와 불어로 시를 쓸 수 있었다. 이때의 하렘 생활을 샤아라위는 후에 회고록 《하렘 시절: 이집트 여성주의자의 1879년 ~ 1924년 회고록》으로 써 냈다.
이 시기 이집트 여성들은 집 또는 하렘에 갇혀 지냈다. 바깥에 나설 때는 히잡으로 머리카락과 얼굴을 가려서 자신의 정숙함을 과시해야 했다. 샤아라위는 그러한 여성 복장과 행동을 분히 여기고 여성들이 흥미로워 할 만한 주제로 강의를 하기 시작했다. 이 강의를 통해 최초로 많은 수의 이집트 여성들이 집 밖 공공장소로 나오게 되었다. 샤아라위는 이렇게 모인 여성들에게 이집트의 가난한 여성들을 돕기 위한 복지 기금을 모으자고 독려하였다. 1910년, 샤아라위는 여학생들에게 실용기술이 아닌 학문 교육을 시키는 여학교를 개장했다.
제1차 세계 대전 이후 영국의 지배에 항거하는 정치행동에 많은 여성들이 참여했다. 1919년, 샤아라위는 최대 규모의 반영 여성 시위를 조직했다. 해산하라는 영국측의 명령을 무시하고 시위 여성들은 뙤약볕 아래 세 시간 동안 서 있었다.
1922년 남편이 죽자 샤아라위는 공공장소에서 히잡 쓰기를 멈추었다. 그녀의 히잡 벗기는 프랑스 태생의 이집트 여성주의자 외제니 르 브룬의 영향을 받은 것이었다. 그러나 말라크 히프니 나시프를 비롯한 일부 이집트 여성주의자들은 히잡 벗기에 반대하였다. 1923년, 샤아라위는 로마에서 열린 국제여성참정권동맹 총회에 참여하고 돌아온 뒤 이집트 여성주의자 연맹을 설립하고 그 초대 회장이 되었다. 샤아라위는 로마에서 이집트로 히잡을 벗은 채로 돌아왔고, 이는 이집트 여성운동에서 중요한 사건으로 평가받고 있다. 당시 그녀를 환영하러 나갔던 여성들은 히잡을 벗은 모습에 충격을 받았다가 박수를 치고 일부 여성들은 따라서 히잡을 벗었다.